# Tosha Tsang
Pour les articles homonymes, voir Tsang.
Tosha Lee Tsang est une rameuse canadienne née le 17 octobre 1970 à Saskatoon. 

## Biographie
Elle est médaillée d'argent olympique en huit en 1996 à Atlanta, avec Jessica Monroe, Lesley Thompson-Willie, Heather McDermid, Maria Maunder, Alison Korn, Emma Robinson, Anna Van der Kamp et Theresa Luke.

## Palmarès
- Jeux olympiques d'été de 1996  à Atlanta,  États-Unis
  -  Médaille d'argent en huit